# Alexia dei Paesi Bassi
Alexia dei Paesi Bassi (nome di battesimo in olandese: Alexia Juliana Marcela Laurentien; L'Aia, 26 giugno 2005) è una principessa olandese.
È la seconda figlia del re Willem-Alexander e della regina Máxima, nonché seconda nella linea di successione al trono dopo la sorella maggiore, Caterina Amalia, e prima della sorella minore, Ariane.

## Biografia

### Nascita e battesimo
È nata il 26 giugno 2005 al Bronovo Hospital a L'Aia.
La principessa è stata battezzata il 19 novembre dal reverendo Deodaat van der Boon a Wassenaar. I suoi padrini e madrine sono lo zio Friso di Orange-Nassau, lo zio materno Juan Zorreguieta, la regina del Belgio Mathilde, Jonkvrouwe Alexandra Jankovich de Jeszenice e Jonkheer Frans Ferdinand de Beaufort.
Le sono stati dati i seguenti nomi: Alexia, deriva dal nome del padre; Juliana, dalla sua bisnonna, la regina Giuliana; Marcela, per la sua prozia materna, Marcela Cerruti; Laurentien, viene da sua zia Laurentien Brinkhorst.

### Gioventù

#### Incidente
Nel febbraio 2016, durante una vacanza con la famiglia a Lech, in Austria, la principessa Alexia si è rotta il femore destro. È stata trasportata via elicottero all'ospedale locale ed è stata operata per riparare la frattura. Dopo qualche giorno di ricovero è stata dimessa. L'incidente è avvenuto nella stessa zona della valanga che ha investito ed è costato la vita allo zio e padrino Friso di Orange-Nassau nel febbraio 2012.

#### Educazione
La principessa ha frequentato la scuola primaria pubblica Bloemcampschool a Wassenaar. Dopo quattro anni di studio presso il Christelijk Gymnasium Sorghvliet, ha frequentato l'UWC Atlantic College di Llantwit Major dal 2021 al 2023, diplomandosi con un baccalaureato internazionale.
Nel 2024, dopo aver trascorso un anno sabbatico, ha iniziato a studiare ingegneria civile presso l'University College di Londra.
Parla fluentemente l'olandese, l'inglese e sta studiando lo spagnolo.

## Titoli, trattamento e stemma

### Titoli
- 26 giugno 2005 – attuale: Sua Altezza Reale Principessa Alexia dei Paesi Bassi, Principessa di Orange-Nassau

Con il Decreto Reale del 25 gennaio 2002, n. 41, viene deciso che tutti i figli del principe Willem-Alexander portino il titolo di principe (o principessa) dei Paesi Bassi e principe (o principessa) di Orange-Nassau.

## Ascendenza
|                                    |                                   |                                    | Genitori                                 |  |  | Nonni |  |  | Bisnonni                |  |  | Trisnonni           |  |
|                                    |                                   |                                    |                                          |  |  |       |  |  | Claus Felix von Amsberg |  |  | Wilhelm von Amsberg |  |
|                                    |                                   |                                    |                                          |  |  |       |  |  | Claus Felix von Amsberg |  |  | Wilhelm von Amsberg |  |
|                                    |                                   | Elise von Vieregge                 |                                          |  |  |       |  |  | Claus Felix von Amsberg |  |  |                     |  |
| Claus van Amsberg                  |                                   |                                    |                                          |  |  |       |  |  | Claus Felix von Amsberg |  |  |                     |  |
|                                    |                                   | Gösta von dem Bussche-Haddenhausen | George von dem Bussche-Haddenhausen      |  |  |       |  |  |                         |  |  |                     |  |
|                                    |                                   | Gösta von dem Bussche-Haddenhausen | George von dem Bussche-Haddenhausen      |  |  |       |  |  |                         |  |  |                     |  |
|                                    |                                   | Gösta von dem Bussche-Haddenhausen | Gabriele von dem Bussche-Ippenburg       |  |  |       |  |  |                         |  |  |                     |  |
| Willem-Alexander dei Paesi Bassi   |                                   | Gösta von dem Bussche-Haddenhausen |                                          |  |  |       |  |  |                         |  |  |                     |  |
|                                    |                                   | Bernardo di Lippe-Biesterfeld      | Bernardo di Lippe-Biesterfeld            |  |  |       |  |  |                         |  |  |                     |  |
|                                    |                                   | Bernardo di Lippe-Biesterfeld      | Bernardo di Lippe-Biesterfeld            |  |  |       |  |  |                         |  |  |                     |  |
|                                    |                                   | Bernardo di Lippe-Biesterfeld      | Armgard di Sierstorpff-Cramm             |  |  |       |  |  |                         |  |  |                     |  |
| Beatrice dei Paesi Bassi           |                                   | Bernardo di Lippe-Biesterfeld      |                                          |  |  |       |  |  |                         |  |  |                     |  |
|                                    |                                   | Giuliana dei Paesi Bassi           | Enrico di Meclemburgo-Schwerin           |  |  |       |  |  |                         |  |  |                     |  |
|                                    |                                   | Giuliana dei Paesi Bassi           | Enrico di Meclemburgo-Schwerin           |  |  |       |  |  |                         |  |  |                     |  |
|                                    |                                   | Giuliana dei Paesi Bassi           | Guglielmina dei Paesi Bassi              |  |  |       |  |  |                         |  |  |                     |  |
| Alexia dei Paesi Bassi             |                                   | Giuliana dei Paesi Bassi           |                                          |  |  |       |  |  |                         |  |  |                     |  |
|                                    | Juan Antonio Zorreguieta Bonorino | Amadeo Zorreguieta Hernández       |                                          |  |  |       |  |  |                         |  |  |                     |  |
|                                    | Juan Antonio Zorreguieta Bonorino | Amadeo Zorreguieta Hernández       |                                          |  |  |       |  |  |                         |  |  |                     |  |
|                                    | Juan Antonio Zorreguieta Bonorino | Máxima Blanca Bonorino González    |                                          |  |  |       |  |  |                         |  |  |                     |  |
| Jorge Zorreguieta                  | Juan Antonio Zorreguieta Bonorino |                                    |                                          |  |  |       |  |  |                         |  |  |                     |  |
|                                    |                                   | Cesira Maria Stefanini Borella     | Oreste Stefanini                         |  |  |       |  |  |                         |  |  |                     |  |
|                                    |                                   | Cesira Maria Stefanini Borella     | Oreste Stefanini                         |  |  |       |  |  |                         |  |  |                     |  |
|                                    |                                   | Cesira Maria Stefanini Borella     | Tullia Carolina Borella                  |  |  |       |  |  |                         |  |  |                     |  |
| Máxima dei Paesi Bassi             |                                   | Cesira Maria Stefanini Borella     |                                          |  |  |       |  |  |                         |  |  |                     |  |
|                                    |                                   | Jorge Horacio Cerruti de Sautu     | Santiago Anastasio Cerruti Ponce de León |  |  |       |  |  |                         |  |  |                     |  |
|                                    |                                   | Jorge Horacio Cerruti de Sautu     | Santiago Anastasio Cerruti Ponce de León |  |  |       |  |  |                         |  |  |                     |  |
|                                    |                                   | Jorge Horacio Cerruti de Sautu     | María de las Mercedes de Sautu Martínez  |  |  |       |  |  |                         |  |  |                     |  |
| María del Carmen Cerruti Carricart |                                   | Jorge Horacio Cerruti de Sautu     |                                          |  |  |       |  |  |                         |  |  |                     |  |
|                                    |                                   | María del Carmen Carricart Cieza   | Domingo Carricart Etchart                |  |  |       |  |  |                         |  |  |                     |  |
|                                    |                                   | María del Carmen Carricart Cieza   | Domingo Carricart Etchart                |  |  |       |  |  |                         |  |  |                     |  |
|                                    |                                   | María del Carmen Carricart Cieza   | María del Carmen Cieza Rodríguez         |  |  |       |  |  |                         |  |  |                     |  |
|                                    |                                   | María del Carmen Carricart Cieza   |                                          |  |  |       |  |  |                         |  |  |                     |  |